# Regulile metodei sociologice
"Regulile metodei sociale" (1895) este o lucrare a lui Emile Durkheim, în care sociologul și etnologul francez pleacă de la premiza că faptele sociale trebuiesc considerate lucruri și studiate ca atare. Faptul social este baza oricărei analize sociologice. Exemple de fapte sociale sunt sistemul monetar, limba și memoria colectivă.
-	sociologul trebuie sa ia distanta de faptele sociale pe care le observa
-	“Se numește lucru tot ceea ce este dat, tot ceea ce se prezintă sau mai degrabă se impune spre observație
-	sociologul trebuie sa izoleze si sa definească acea categorie de fapte pe care isi propune sa o studieze

-	normalul corespunde mediei 
Funcționarea societății a fost un subiect mult dezbătut de gânditorii științelor sociale. Un caz clasic de gândire holistă asupra acestui subiect este reprezentat de Emile Durkheim în „Regulile metodei sociologice”; acesta declară că prima regulă și ea mai fundamentală este: „considerarea faptelor sociale ca lucruri”(1895, Capitolul 2, Sublinierea autorului). Fenomenele sociale ni se prezintă ca niște „lucruri exterioare”, nu ca reprezentări mentale în mintea autorilor sociali (la care nu avem acces direct). 
	Regula e valabilă chiar și pentru fenomenele care „dau cea mai puternică impresie de a fi aranjamente arbitrare”, nu în ultimul rând pentru că se dovedește adesea că „faptele cele mai arbitrare în aparență vor ajunge să prezinte, după o observație mai atentă, calități de consistență și regularitate care sunt simptomatice pentru obiectivitatea lor”. Mai mult, „Caracterul voluntar al unei prectici nu trebuie asumat niciodată dinainte” (Capitolul 2, Secțiunea 1, Sublinierea autorului).
	Ceea ce deschide calea abordării naturaliste și realiste a fenomenelor sociale care a făcut din Reguli o lucrare clasică a sociologiei.
	Explicația funcțională este prezentată în capitolul „Reguli de deosebire între normal și patologic”. Analogia generală este între societățile care funcționează și organismele sănătoase, cu un accent pe modul de identificare a proceselor continuitoare. Regula de bază este că: „un fapt social este normal, raportat la un tip social dat, într-o fază dată a dezvoltării sale, când este prezent în societatea medie din specia respectivă în faza corespunzătoare a evoluției sale”.
	Cu alte cuvinte, oricât de anormală, inumană, disperată ar părea o acțiune, un fapt social, din perspectiva autorului sau a persoanelor date, acesta e un fapt normal, moral, uman, chiar necesar pentru dezvolatarea și evoluția societății, a moralei și a sănătății publice.
	În continuare, în capitolul „ Regulile pentru explicarea faptelor sociale”, Durkheim distinge între cauze și funcții. El admite că sentimentele și intențiile individuale au rolul lor în orice relatare istorică și că o psihologie generală poate furniza cadrul pentru o explicație cauzală potrivită unei sociologii individualiste. Însă  afirmă că „Societatea nu este doar suma indivizilor ci sistemul format de asocierea lor reprezintă o realitate specifică cu caracteristici proprii”.
	Indivizii sunt întotdeauna împresurați de constrângeri sociale, în special de obligațiile moștenite, care nu pot fi explicate doar cu referire la indivizi înșiși. Fptele sociale au cauze sociale, distincte de cele psihologice, iar aceste cauze sunt disticte de funcțiile lor.
	În consecință ajunge la următorul principiu: „Cauza determinantă a unui fapt social trebuie căutată printre faptele sociale care îl preced și nu printre stările conștiinei individuale... Funcția unui fapt social trebuie întotdeauna căutată în raport cu un scop social.”
	Durkheim are în vedere anume sistemele organice și își propune scopul precis de a stabili autonomia fatelor sociale („ori de cateori un fenomen sociologic este explicat direct printr-un fenomen psihologic, putem fi siguri că expicația este falsă); deci pot exista de asemenea sisteme care nu se aseamănă organismelor, sau explicațiilor funcționale ale căror elemente sunt psihologice.
	Faptele sociale alcătuiesc o ordine exterioară contiinței individuale și nu pot fi explicate prin raportare la natura umană ci prin funcția lor, în raport cu un scop social.
	Prosperitatea unei societăți este condiționată de nivelul global al integrării sociale care este suma scopurilor sociale unite de mecanisme funcționale care lucrează prin intermediul „conștiinței colective”.
	În  Reguli, Durkheim gândește mai simplu în termeni de forțe sociale obiective și scrie deseori ca și cum conștiința colectivă ar fi un „lucru” inobservabil care determină conștiința fiecărui agent individual. Dar el mai sugerează din când în când că acea conștiință colectivă, exterioară fiecărui actor social, nu este touși exterioară tuturor în mod colectiv și este susceptibilă de a fi influențată de decizii colective conștiente. 
	In acest caz, practicile pot avea încă un caracter voluntar, dacă sunt considerate dintr-un punct de vedere colectiv, chiar dacă ele explică comportamentul indivizilor. În această fază a cercetării noastre, când lucrăm încă cu ideile de explicație derivate din științele naturii, poate părea confuz sa vorbim despre practici sociale ca fiind exterioare fiecărui individ și totui interiorizate în toți.
	De necontestat e faptul că „societatea nu este dor o sumă  de indivizi” iar comportamentul individual se cere explicat prin raportare la fapte ireductibil sociale. Se propune noțiunea de explicație funcțională, în care sistemele sunt creditate cu nevoi, scopuri sau finalități care explică de ce părțile lor se comportă așa cum se comportă. 	
	Conform Prefaței lui Marx: „totalitatea relațiilor de producție „constituie structura economică a societății, fundamentul real pe care se ridică o suprastructură juridică și politică... Nu conștiinșa oamenilor determină existența lor ci, dimpotrivă, existența lor socială le determină conștiința.”
	Științele sociale găsesc mai ușor ceva care să le dea bătaie de cap. Individualismul are multe aspecte, inclusiv morale și politice. Dacă holismul presupune acceptarea viziunii din Prefața lui Marx, el pare să implice că noi nu suntem responsabili moral pentru ceea ce facem și că cele mai prețuite forme de organizare politică, precum democrația unor indivizi liberi, sunt ele însele determinate social și astfel se bazează pe o iluzie( Durkheim argumentează în eseul său, „Individualismul și intelectualii”(1898) că individualismul este el însuși un fenomen social „forma sacră a timpurilor moderne”).
	Complicând disputa dintre holism și individualism, să ne concentrăm asupra a ceea ce este cunoscut ca individualism metodologic și holism metodologic. Primul este bine surprins în a doua propoziție a lui Esler: „a explica instituțiile sociale și schimbarea socială înseamnă a arăta cum apar ele ca rezultat al acțiunii și interacțiunii indivizilor”. Cel de-al doilea își propune să explice acțiunea și interacțiunea indivizilor, deși nu neapărat cu referire la instituțiile sociale. Sunt posibile psihologii holiste, la fel ca și apelurile holiste grandioase la forțe, legi și mișcări istorice subiacente care guvernează totul în lumea socială, inclusiv instituțiile.
	Acestea îi constrâng pe indivizi și totodată le oferă posibilități. Ele împiedică unele acțiuni și pretind altele. Ele creează de asemenea ocazii favorabile, permițând astfel indivizilor să facă altfel ceea ce u ar fi putut. Primul pas eident al holiștilor este de a afirma că constrângerile sunt mult mai puternice decât permisiunile. Puterea aparține instituțiilor iar indivizii olosesc puterea numai în măsura în care ei reprezintă niște instituții puternice. Dacă cineva protestează că instituțiile sunt create de indivizi, replica este că originea puterii nu contează.
	De cealaltă parte, replica individualistă evidentă este că ceea ce constrânge pe un individ nu trebuie neapărat să constrângă grupuri de indivizi. Instituțiile sunt doar reguli și practici. Puterea lor depinde de acceptarea de către indivizi sau de coerciția indivizilor de către indivizi. Acțiunea concertată de a le schimba este oricând posibilă și asta include refuzul de a obliga, precum și refuzul de a se supune. Chiar dacă continuitatea este mai obișnuită decât schimbarea dramatică, explicația ambelor trebuie căutată în opiniile și dorințele indivizilor.
	 Schimbarea graduală este îndeajuns de comună și se explică cel mai ușor ca o sumă a unei opțiuni individuale mărunte îndreptate în aceeași direcție. Pentru schimbările instituționale sau revoluționare, ne îndreptăm privirea spre acțiunea concertată a maselor sau a elitei pentru a explica ceea ce indivizii nu pot face singuri.